# Front Line (videogioco 1982)
Front Line (フロントライン?, Furonto Rain), a volte chiamato anche Frontline, è uno sparatutto a scorrimento arcade, sviluppato e pubblicato dalla Taito nel 1982. Tra il 1983 e il 1985 venne convertito per numerose piattaforme del periodo (Atari 2600, ColecoVision, FM-7, MSX, NEC PC-6001, NEC PC-8801, Nintendo Entertainment System, Sharp MZ, Sharp X1), mentre nel 2005-2006 incluso nelle raccolte Taito Memories Gekan e Taito Legends 2.
Giocando nei panni di un soldato solitario a piedi, si combattono prima le unità di fanteria e poi i carri armati, con la possibilità anche di pilotarne uno, fino a raggiungere il forte nemico.
Si può considerare l'iniziatore di un filone di "run 'n' gun" con vista dall'alto, divenuto popolare in particolare con Commando.

## Modalità di gioco
Front Line si svolge con visuale a volo d'uccello a scorrimento verticale verso l'alto, attraverso scenari con macchie di vegetazione e altri ostacoli. Si inizia con due armi a disposizione del giocatore, ovvero una pistola e granate, entrambe dalle munizioni illimitate. Il personaggio può muoversi e sparare in tutte le direzioni; nel gioco arcade si dispone di un secondo joystick a manopola per cambiare la direzione di tiro indipendentemente dalla direzione di marcia. I primi nemici sono soldati di fanteria, anch'essi armati di pistole e granate, inoltre si devono evitare mine e massi che rotolano. Una volta avanzati abbastanza nella zona di fanteria vi è una fase di guerra tra carri armati, in cui il soldato può impadronirsi di uno di essi per combatterne altri usando la torretta girevole; altrimenti, quando è a piedi può distruggerli solo con le granate.
Sono disponibili due tipi di carri armati: quello leggero dotato di mitragliatrice e l'altro pesante dotato di cannone. Il carro leggero è più agile, ma può essere facilmente distrutto dal nemico. Il carro pesante invece è più lento, ma può sostenere un colpo da parte di uno leggero; un secondo colpo da parte di esso lo distrugge. Un singolo colpo da un carro pesante distruggerà entrambi all'istante. Se un carro armato parzialmente danneggiato viene evacuato, il giocatore può rientrare e riprendere il normale funzionamento; tuttavia, con ambedue i carri, il soldato deve uscire dal mezzo entro pochi secondi dopo essere stato colpito da un colpo mortale. Se non si esce subito prima che esploda, il giocatore perde una vita.
Questa battaglia continua finché il giocatore non raggiunge il forte nemico, il quale è un carro armato barricato in mattoni che spara colpi di mortaio mentre si tenta di eliminarlo. Per distruggerlo, il soldato deve lanciare una granata sopra la barricata di mattoni, cosa che può essere eseguita solo a piedi. Fatto ciò, la struttura crolla e un soldato dichiarerà la resa sventolando bandiera bianca; come bonus vengono ricevuti 1000 punti. Il gioco si ripete nuovamente dalla zona di fanteria, ma i nemici diventano sempre più veloci e letali nei livelli successivi; i punti vengono moltiplicati in base al livello giocato.

## Seguito
Nel biennio 2000-2001 la Altron pubblicò in Giappone per Game Boy Color lo spin-off Front Line: The Next Mission, il quale fu riadattato per il mercato nordamericano come Sgt. Rock: On the Frontline (rimuovendo in questo caso il riferimento esplicito a Front Line e il logo originale).

## Eredità
Front Line ha dato inizio a una lunga tradizione di run 'n' gun simili, spesso di ambientazione militare, ispirando classici arcade come Commando e Ikari Warriors, molto più famosi e riusciti; lo stesso Commando viene maggiormente ricordato come l'esponente tipico del genere e l'origine delle imitazioni. Commando riprese la struttura generale di Front Line, con fucile e granate, mentre Ikari Warriors riprese anche le idee dell'orientamento indipendente dell'arma e dei carri armati pilotabili.